# Jan Fethke
Jan Fethke (Opole, 26 febbraio 1903 – 16 dicembre 1980) è stato uno sceneggiatore, regista e scrittore polacco.
Come scrittore utilizzava il nome Jean Forge ed era un promotore della lingua esperanto.

## Filmografia parziale

### Sceneggiatore
- Jenseits der Straße - Eine Tragödie des Alltags (1929)
- Il viaggio di mamma Krausens verso la felicità (Mutter Krausens Fahrt ins Glück) (1929)
- Una notte a Pietroburgo (Petersburger Nächte) (1935)
- Dwie Joasie (1935)
- Dodek na froncie (1936)
- Jadzia (1936) - copione
- Tredowata (1936)
- Bedzie lepiej (1936) - storia
- Niedorajda (1937)
- Pawel i Gawel (1938)
- Zapomniana melodia (1938)
- Zakazane piosenki (1947)
- Fiamme su Varsavia (Ulica Graniczna) (1948)
- Soyux-111 - Terrore su Venere (Der schweigende Stern) (1960) - adattamento
- Il diabolico dottor Mabuse (Die 1000 Augen des Dr. Mabuse) (1960) - idea

### Regista
- Zapomniana melodia (1938)
- Zlota maska (1940)
- Przez lzy do szczescia (1943)
- Sprawa do zalatwienia (1953)
- Irena do domu! (1955)